# Studium slovanské mytologie a náboženství

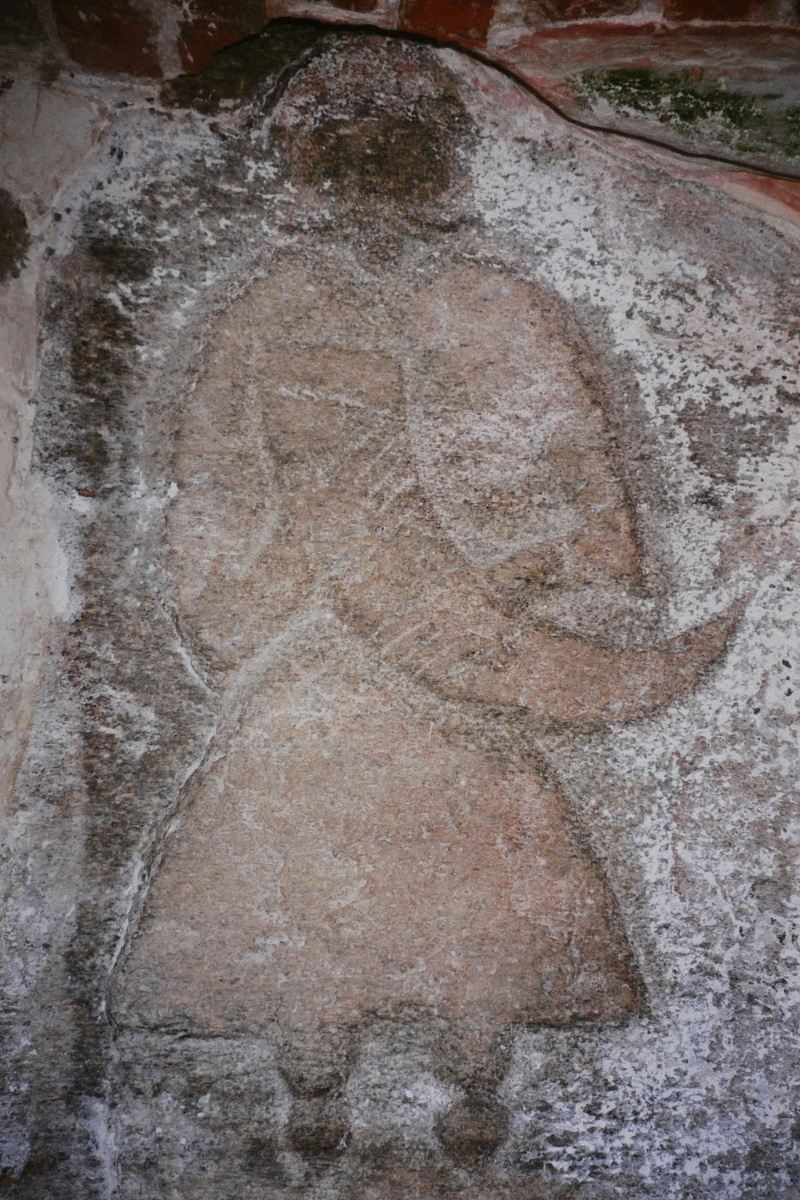
Žrec boha Svantovíta s obětním rohem nebo sám bůh s rohem hojnosti, žulová deska ve zdi kostela v Altenkirchenu na Rujáně

Studium slovanské mytologie a náboženství je interdisciplinární obor používající především metody a poznatky historiografie, dějin náboženství, archeologie, etnologie a lingvistiky.

## Prameny
Písemné prameny o slovanském náboženství a mytologii jsou velmi chudé, jak co do množství tak do obsahu. Veškeré prameny, s výjimkou několika z arabského prostředí, také pochází od křesťanských autorů a jsou zatíženy jejich vírou a znalostí antického náboženství. Mnoho pramenů je také dílem autorů, kteří neuměli slovanský jazyk. Dalším problémem je že až na výjimky prameny pochází až z doby christianizace či doby těsně předcházející nebo následující. V té době už byly náboženské a mytologické představy Slovanů diferencovány a tak nelze tyto zprávy vztáhnout na celé slovanské náboženství. Nejstarším dílem zmiňující náboženství Slovanů jsou sice už Knihy o válkách byzantského historika Prokopia z Kaisareie dokončené roku 556, které však obsahuje ještě více sporé zmínky než zdroje pozdější. Další prameny pochází až z přelomu 9. a 10. století, Jedná se například o kroniku Widukinda z Corvey, Mersenburský penitenciál či bulharský překlad Alexandreidy. Nejhojnější jsou prameny o náboženství Polabských Slovanů, kteří byli christianizováni jako poslední, a dostalo se jim zájmu německých kronikářů. U Východoslovanů je hlavním pramenem Pověst dávných let, o mýtech západních a jižních Slovanů jsou pak v pramenech jen ojedinělé zmínky.

### Kroniky

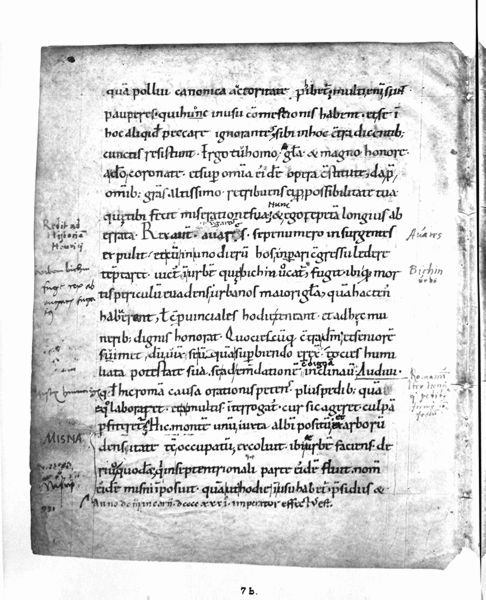
Stránka Dětmarovy Kroniky

Významným zdrojem informací o východoslovanském náboženství je Pověst dávných let, zvaná též Nestorova kronika, z počátku 12. století. Ta například zmiňuje kyjevské božiště a idoly na něm umístěné. Jedná se o kompilaci starších zdrojů z 11. století, ale obsahuje i pasáže původně zaznamená pravděpodobně na přelomu 10. a 11. století. Dalším důležitým pramenem je Novgorodský letopis jehož první redakce pochází nejspíše konce 12. století.
Velké množství kronik se zmiňuje o náboženství Polabských Slovanů, posledních christianizovaných Slovanů. Nejstarší je kronika Dětmara z Merseburku pojednávající o dějinách Saska vzniklá v letech 1012 až 1018, následuje dílo Gesta Hammaburgensis Ecclesiae pontificum Adama Brémského popisující misijní činnost Adalberta, arcibiskupa hamburského, která se počala psát nejspíše v roce 1066. Misijní činnosti, v tomto případě lübeckého biskupa Gerolda, se zabývá i kronika Helmolda z Bosau známá jako Chronica Slavorum, která vznikla po roce 1163. Poslední kronikou o polabském náboženství jsou Gesta Danorum, líčící dánské dějiny, sepsané po roce 1185 Saxonem Grammaticem. Kronikám se svou formou podobají i dobové životopisy Otty Bamberského žijícího na přelomu 11. a 12. století, sepsané Ebbem, Herbordem a anonymním autorem z kláštera v Prieflingenu. Sporé zmínky lze také nalézt v Církevních dějinách Orderica Vitala a kronice Gesta Regum Anglorum Viléma z Malmesbury, obě díla jsou z 12. století.
Několik sporých informací o kultu obsahuje Kosmova kronika, zároveň však pravděpodobně vypraví i přemyslovský dynastický mýtus s archaickými kořeny. V polském prostředí se nejstarší kronikář, Gallus, předkřesťanské době záměrně vyhýbá, a prvním zdrojem, s nejistou autentičností, je až kronika Jana Długosze z 15. století. Na něj pak navázalo dílo Matěje Miechowského, taktéž z 15. století, a Matěje Stryjkowského ze sklonku 16. století. 

### Církevní literatura
O slovanském náboženství a mytologii se zmiňují některé žánry církevní literatury. Jedná se především o staroruská Slova, tedy kázání, která často kritizují přežívající pohanství. Problémem těchto pramenů je však nejistota zda zaznamenávají skutečné dobové praktiky a představy, nebo se jedná o literární fikci či pasáže ze starších děl.
Mezi nejstarší patří Slovo někojego christoljubca, revnitělja po pravoi věre pocházející pravděpodobně z 11. nebo 12. století, které obsahuje fakta neznámá z jiných dobových pramenů což podporuje názor o jeho autenticitě. Dalším pramenem je Slovo svjatago Grigorъja pravděpodobně z 12. století , které se objevuje ve třech variantách a to v Passijově sborníku ze 14. století, rukopisu Novgorodské Sofijské knihovny z 15. století a Čudovském sborníku. Dalšími Slovy vztahujícími se k tématu jsou Slovo i otkrovenije svjatych apostolъ, Slovo svjatago otca našeho Ioanna Zlatousta a také Poučenije duchovnym dětjam, pocházející nejspíše až z 16. století a napovídající že v té době stále přežívaly relikty pohanství. Hodnotným zdrojem jsou i ruské penitenciály, zpovědní knihy, z 16. století, které pravděpodobně skutečně zachycovali dobovou realitu.
V českém prostředí je příkladem kázání týkajících se přežívajícího pohanství Homiliář opatovický z poloviny 12. století, v polském Katalog magie mnicha Rudolfa z první poloviny 13. století, o němž však není jisté zda se týkal slovanského prostředí.

### Legendy
Méně významným zdrojem jsou legendy o křesťanských světcích, například o Vladimírovi, Abrahámovi Rostovském, Demétriovi Soluňském, Jiřím Agioritském, Kozmovi Presbyterovi nebo Naumovi Ochridském. Česká Kristiánova legenda se pouze obecně zmiňuje o idolech bohů a obětování jim.

### Epika

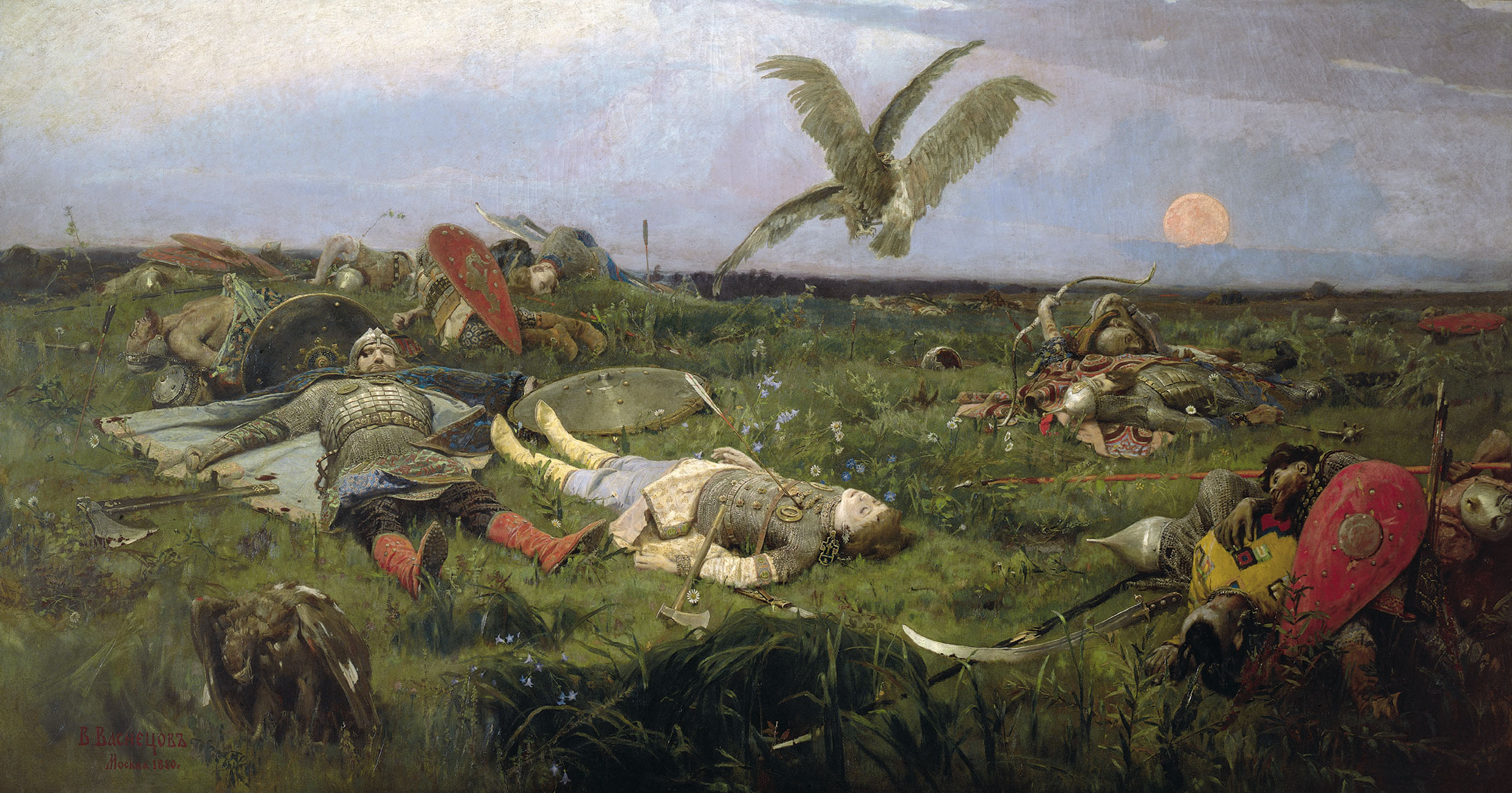
Viktor Michajlovič Vasněcov, Po bitvě knížete Igora s Polovci, 1880

Několik zmínek o slovanských bozích a náboženství obsahuje anonymní ruský epos Slovo o pluku Igorově z konce 12. století. Jeho pravost je však některými badateli zpochybňovaná. Dalším zdrojem, v tomto případě pro Polabské Slovany, je islandská Knýtlingasaga z poloviny 13. století.

### Ostatní
Zprávy o slovanském náboženství se dochovaly také v dílech středověkých muslimských autorů. Jedná se především o Ibn Fadlánovy Zápisky a al-Mas´údího Rýžoviště zlata a doly drahokamů, obě díla pochází z 10. století a jedná se záznamy z cest autorů. Další zmínky lze nalézt u geografů Omara ibn Rusta a Gardízího nebo v anonymním kompendiu Hudún al-Alám.
O předkřesťanských kultovních praktikách, které zakazuje, hovoří i soubor právních norem Břetislavova dekreta z roku 1039, znovu vydaný v roce 1092 také Břetislavem II.

### Pozdní prameny

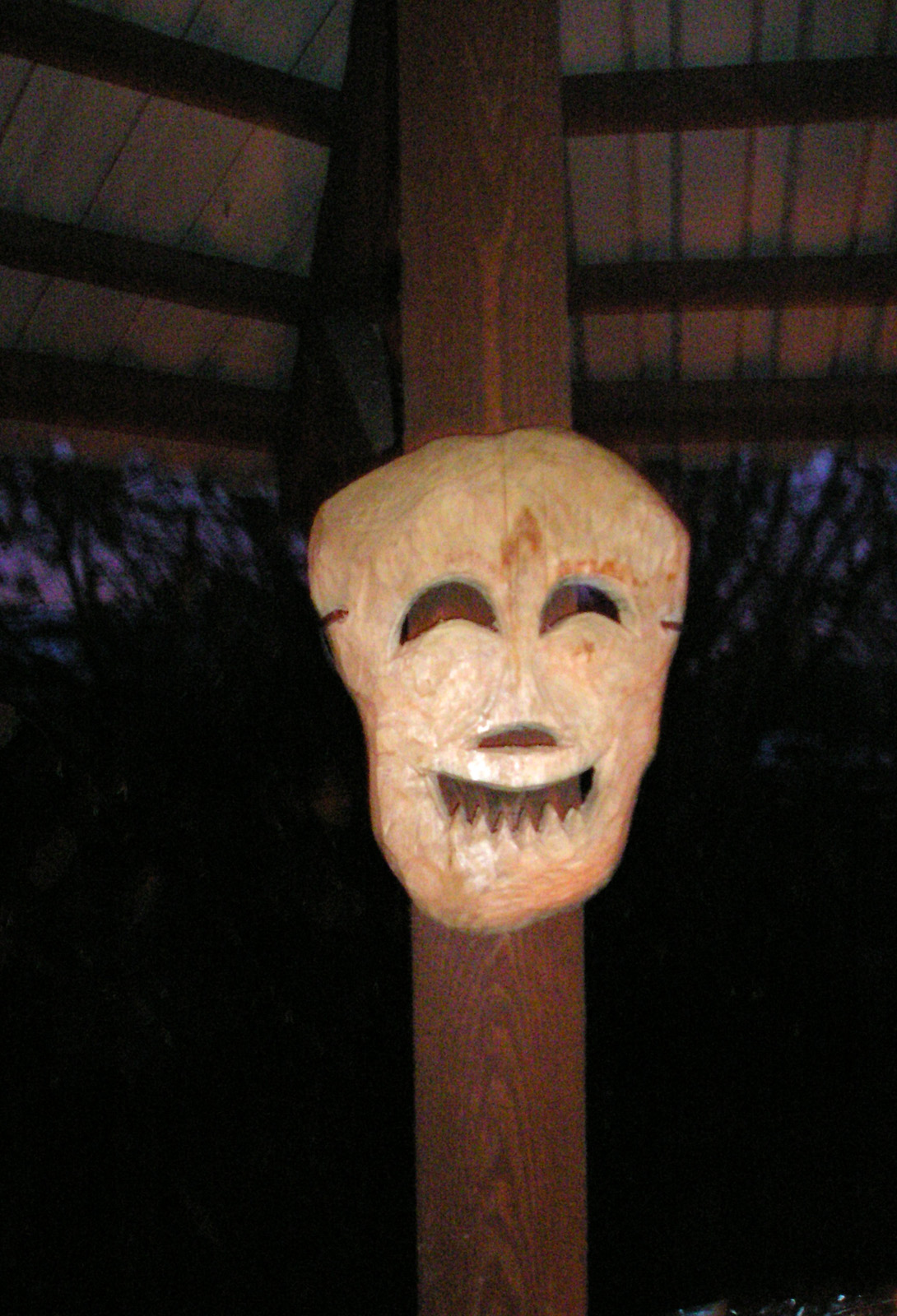
Polská maska symbolizující ducha zemřelého

Od konce středověku se počala objevovat řada děl, která nezaznamenávala autentickou náboženskou tradici ale literární fikci. Někdy se mezi ně řadí i již zmiňované kroniky Jana Długosze, Matěje z Miechova a Matěje Stryjkowského.
Nejstarší z těchto prací je Saská kronika Konráda Botha z roku 1492, následuje například východoslovanský Hustýnský letopis ze 17. století nebo dílo Abrahama Frencela
z konce 17. století týkají se Lužických Srbů. V českém a slovanském prostředí jde především o dílo Václava Hájka z Libočan, ale také Jana Středovského a Juraje Papánka.

### Lidová kultura
Velmi obsáhlým zdrojem poznatků o slovanském náboženství a mytologii je také bohatý etnografický materiál nashromážděný v 19. století a na počátku 20. století. Problémem jeho užití je však silný vliv křesťanství a jiných kultur na slovanskou lidovou kulturu a časová vzdálenost od zkoumaných jevů. Někteří badatelé, například Naďa Profantová, proto až na výjimky užití folklorních pramenů odmítají.
Lidová kultura v některých případech prokazatelně zachovávala mnohé archaické náboženské prvky, jedná se například o užívání obětních kamenů, archeologicky doložené již z doby bronzové, nebo o praktiky zneškodňování upírů, taktéž doložené archeologicky. Lze také nalézt lidové obyčeje, například  věštění úrody pomocí koláče, které odpovídají historicky doloženým, v tomto případě slavnosti Svantovíta popsané Saxonem Grammatikem. Příklady takových to jevů jsou známy především z východoslovanského a jihoslovanského prostoru kde existovalo mnoho izolovaných komunit a pravoslavná církev byla více tolerantní vůči předkřesťanským přežitkům. V největší míře je tento pramen využíván pro studium „nižší vrstvy představ“, například pro víru v démony a magii.

#### Rusko
Mytologické motivy se v ruském folklóru objevují především v žánru zvaném bylička (Быличка ), tedy v démonologické pověsti, živém ještě na konci 20. století. Významná je také úloha kouzelné pohádky – volšebnaja skazka, která však není chápána jako pravdivé vyprávění, a bylin, epických básní popisujících činy bohatýrů. Kromě toho lze nalézt předkřesťanské motivy také v zaklínadlech, zaříkadlech a tradičních výšivek či řezeb.

## Studium

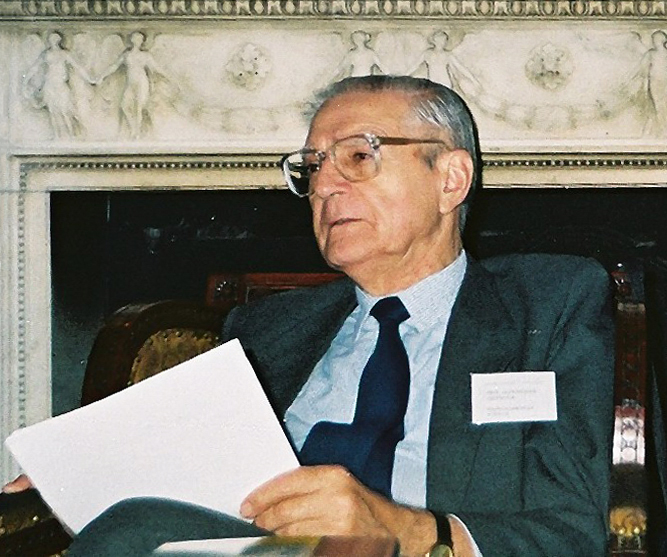
Aleksander Gieysztor, 1995

Počátek zájmu o slovanskou mytologii a náboženství lze spojit s již zmíněnými pozdními písemnými prameny spojenými s nástupem renesance. V 18. století se tématu dotkla také vznikající archeologie, ale zrod slovanské mytologie jakožto vědního oboru je spojen až s romantismem. Pod vlivem bratří Grimmů, především díla Deutsche Mythologie Jacoba Grimma z roku 1835, se prosadila snaha hledat v lidových představách relikty předkřesťanských mytologií, tento směr je nazýván mytologická škola. V Rusku byla v tomto období významná především práce Izmaila Sreznevského (1846) a Alexandra Afanasjeva (1865-1869), v Polsku Józefa Kraszewského (1856), Joachima Lelewela (1857) a Edmunda Saturnina Gergowicze (1872).
Od poloviny 19. století se v mytologii počal prosazovat pozitivismus, který zpravidla odmítal předkřesťanský původ lidové kultury a odmítal spekulace. Z tohoto období je významné například dílo France Miklošiče, Vatroslava Jagiće, Tomislava Maretiće a Alexandra Veselovského. Na počátku 20. století vznikly významné práce ruských badatelů jako byl Jevgenij Aničkov, Dmitrij Zelenin, Evgenij Kagarov, finského badatele Viljo Mansikky a francouzského badatele Louise Légera. Extrémním případem skepticismu a odmítání hypotéz byla Mitologia słowiańska polského slavisty Aleksandera Brücknera z roku 1918 zaměřená především na mytologii polskou a dnes již opuštěné etymologické výklady. O něco později, v roce 1934, vzniklo významný etnografický přehled Kazimierza Moszyńského.
Z poválečné doby vyniká především práce Stanisława Urbańczyka, Raffaele Pettazzoniho a Vittoreho Pisaniho, etymologickým přínosem bylo dílo Václava Machka a Romana Jakobsona. Od 50. let také začíná do studia tématu více pronikat archeologie, například u Borise Rybakova, v 80. letech u Valentina Sedova. V roce 1979 byla publikována práce Henryka Łowmiańského, který prosazoval hypotézu že Slované uctívali pouze jedno nebeské božstvo a rozvinutý polyteismus se u nich objevil až velice pozdě. Pod vlivem Georgese Dumézila se o zařazení slovanského duchovního schématu do trojfunkčního schématu a obecně o srovnání v rámci indoevropských kultur od 60. let pokusili například ruští badatelé Vladimír Toporov a Vjačeslav Ivanov a polský badatel Aleksander Gieysztor.

### Česko

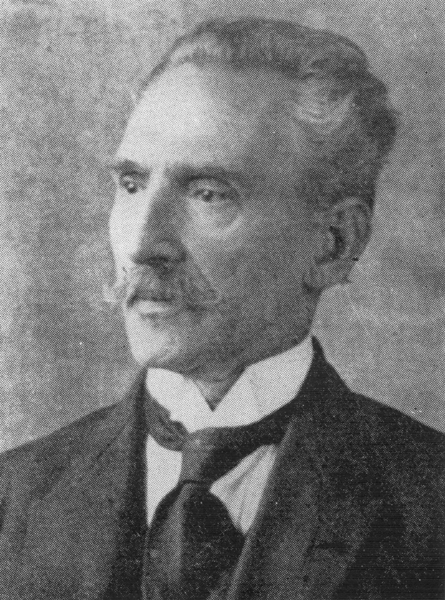
Lubor Niederle

V českém prostředí se otázky studia slovanského náboženství a mytologie dotkl již Josef Dobrovský na přelomu 18. a 19. století, který vytyčil požadavek kritického výzkumu v této oblasti. Jako první se tématu věnoval Pavel Josef Šafařík ve svém obsáhlém díle Slovanské starožitnosti z roku 1836. Tato publikace je však přes své kvality ovlivněna pracemi založeném na vypjatém romantismu, nacionalismu a panslavismu, jež se projevuje například v díle Jána Kollára Sláva bohyně a původ jména Slavův čili Slavjanův z roku 1839.
Již pod vlivem Grimmovy mytologické školy tvořil Karel Jaromír Erben a to především v 60. a 70. letech 19. století. Na jeho díle se negativně projevila nekritický důvěra v Grimmovy závěry, především co se týče etymologie. V duchu mytologické školy tvořil také jeho akademický sok Ignác Jan Hanuš, jehož první práce na téma slovanské mytologie pochází již z roku 1842, známý je však především Bájeslovný kalendář slovanský z roku 1860. Mezi další autory tohoto období patří Václav Bolemír Nebeský a Václav Krolmus. Na Slovensku se tématu věnoval Ľudovít Štúr.
Od poloviny 19. století se také v české mytologii počal prosazovat pozitivismus, představovaný například Janem Gebauerem a Juliem Feifalikem. V tomto období také působil Josef Virgil Grohmann, jehož dílo však vyšlo pouze německy. V 80. letech počalo vznikat rozsáhlé dílo etnografa Čeňka Zíbrta, v roce 1891 bylo vydán Nákres slovanského bájesloví Jana Máchala a v letech 1911 -1925, tentýž autor  také zpracoval v roce 1918 zpracoval v rozsáhlé encyklopedické sérii The Mythology of All Races část věnovanou slovanské mytologii. Obzvláště významným dílem byly Slovanské starožitnosti Lubora Niederleho, jejichž šestý svazek z roku 1916 je věnován náboženství, které jako první ve větší míře zahrnovalo také výsledky archeologického bádání.
V roce 1947 vzniklo dvojsvazkové dílo České pohanství Záviše Kalandry, který ztotožnil nejstarší české legendární postavy, ale například také knížete Václava, s předkřesťanskými božstvy. Vladimír Karbusický zase ve svém díle Báje, mýty, dějiny z roku 1966 odvozoval nejstarší české pověsti z literárně zpracované germánské epiky. Později vznikaly spíše syntetické práce a dílčí studie, v roce 2009 však vyšel Perun – bůh hromovládce Michala Téry, odkazující na trojfunkční hypotézu.